# Algemene Volkscomité
Het Algemene Volkscomité (Arabisch: اللجنة الشعبية العامة, al-laǧna aš-šaʿbiyya al-ʿāmma) was van 1977 tot 2011 de benaming van de regering van de Grote Libisch-Arabische Socialistische Volks-Jamahiriyah, de Libische volksrepubliek ten tijde van kolonel Moammar al-Qadhafi. Het bestond uit een secretaris-generaal (eerste minister) en een twintigtal secretarissen (ministers) van de ruim 600 basisvolkscongressen. Het Algemene Volkscomité werd voor onbepaalde tijd gekozen door het Algemene Volkscongres (parlement).
In het kader van de decentralisatiepolitiek werden in 1988 vrijwel alle ministeries vanuit Tripoli naar elders overgeplaatst.

## Verwijzingen
1. ↑  Red. Winkler Prins: Winkler Prins Encyclopedisch Jaarboek 1978, Elsevier A'dam / Brussel 1978, p. 175
2. ↑  Red. Winkler Prins: Winkler Prins Encyclopedisch Jaarboek 1989, Elsevier A'dam / Brussel 1989, p. 276